# خوليو كاستيلانوس
خوليو كاستيلانوس (بالإسبانية: Julio Castellanos)‏ هو رسام مكسيكي، ولد في 3 أكتوبر 1905 في مدينة مكسيكو في المكسيك، وتوفي بنفس المكان في 16 يوليو 1947.